# Deiphobella gardneri
Deiphobella gardneri är en bönsyrseart som beskrevs av Werner 1931. Deiphobella gardneri ingår i släktet Deiphobella och familjen Mantidae. Inga underarter finns listade i Catalogue of Life.